# Puhl Sándor
Puhl Sándor (Miskolc, 1955. július 14. – 2021. május 20.) magyar nemzetközi labdarúgó-játékvezető, ellenőr, sportvezető, televíziós szakkommentátor.

## Pályafutása

### Nemzeti játékvezetés
Játékvezetői vizsgát 1970-ben Mezőkövesden, 15 évesen szerezte meg, 1978-ban minősítették NB III-as bírónak. 1982-ben az országos keret tagjaként debütálhatott az NB II-ben. 1984-ben a legmagasabb osztályban az NB I-ben működhetett. Nemzeti pályafutásának egyik mentora Jaczina Róbert, korábbi nemzetközi játékvezető volt. Foglalkoztatására jellemző, hogy az 1990/1991-es bajnoki idényben 16 mérkőzést, 1991/1992-esben 16-ot, 1993/1994-ben 19-et, 1994/1995-ben 22 mérkőzésnek lehetett a vezető bírója.
NB. I-es mérkőzéseinek száma: 226
| Időpont              | Helyszín                   | Mérkőzés típusa           | Mérkőzés                             | Eredmény |
| -------------------- | -------------------------- | ------------------------- | ------------------------------------ | -------- |
| 1984. szeptember 16. | Fáy utca Stadion, Budapest | első NB. I-es mérkőzése   | Vasas SC–Csepel SC                   | 3 : 0    |
| 2000. július 22.     | Üllői út Stadion, Budapest | utolsó NB. I-es mérkőzése | Ferencvárosi TC–Szombathelyi Haladás | 6 : 2    |

Az aktív nemzeti játékvezetői tevékenységét 2000 végén fejezte be

#### Nemzeti kupamérkőzések
Vezetett kupadöntők száma: 2.

##### Magyar labdarúgókupa
| Időpont          | Helyszín                 | Mérkőzés típusa        | Mérkőzés                                 | Eredmény | Nézők száma |
| ---------------- | ------------------------ | ---------------------- | ---------------------------------------- | -------- | ----------- |
| 1997. június 11. | Zuglói Stadion, Budapest | döntő második mérkőzés | BVSC–MTK                                 | 0 – 2    | 1000        |
| 1999. május 20.  | Ligeti Stadion, Vác      | döntő                  | Debreceni VSC-Epona–Lombard FC Tatabánya | 2 – 1    | 12 000      |

### Nemzetközi játékvezetés
A Magyar Labdarúgó-szövetség Játékvezető Bizottsága (JB) 140 NB I-es mérkőzéssel a háta mögött terjesztette fel nemzetközi játékvezetőnek, a Nemzetközi Labdarúgó-szövetség (FIFA) 1988-tól tartotta nyilván bírói keretében. A FIFA JB központi nyelvei közül a németet és az angolt beszéli. Több nemzetek közötti válogatott és klubmérkőzést vezetett, vagy működő társának partbíróként, illetve 4. bíróként segített. UEFA besorolás szerint a „mester” kategóriába tevékenykedett. 1989-ben az indiai Nehru Kupán kapott feladatot, majd az izraeli Maccabi Játékokon fújhatta a sípot. 1992-ben Vágner László társaságában katari nemzeti bajnokságban tevékenykedett. 1997-ben egy Manchester United FC–Feyenoord Bajnokok Ligája mérkőzésen nem (eléggé) torolt meg egy brutális szabálytalanságot, ezért féléves „szabadságot” kapott, így nem kaphatott meghívást az 1998-as labdarúgó-világbajnokságra. Hosszú ideig a kiváró olasz sportsajtó nemzetközi kampányt indított Puhl ellen. A magyar nemzetközi játékvezetők rangsorában, a világbajnokság-Európa-bajnokság sorrendjében a 2. helyet foglalja el 20 találkozó szolgálatával. Európai-kupamérkőzések irányítójaként az örök ranglistán a 64. helyet foglalja el 37 találkozó vezetésével. Az aktív nemzetközi játékvezetéstől 2000-ben búcsúzott. Nemzetközi találkozóinak száma 70, ebből a válogatott mérkőzések száma 30.
| Időpont            | Helyszín                         | Mérkőzés típusa             | Mérkőzés               | Eredmény | Nézők száma |
| ------------------ | -------------------------------- | --------------------------- | ---------------------- | -------- | ----------- |
| 1988. november 4.  | Tehelné Pole Stadion, Bratislava | első válogatott mérkőzése   | Csehszlovákia–Norvégia | 3 – 2    | 2813        |
| 2000. november 15. | Nuovo Stadion, Torino            | utolsó válogatott mérkőzése | Olaszország–Anglia     | 1 – 0    | 22 714      |

#### Labdarúgó-világbajnokság

##### U20-as labdarúgó-világbajnokság
Portugália rendezte a 8., az 1991-es ifjúsági labdarúgó-világbajnokságot, ahol a FIFA JB bemutatta a nemzetközi résztvevőknek.

###### 1991-es ifjúsági labdarúgó-világbajnokság
| Időpont          | Helyszín               | Mérkőzés típusa              | Mérkőzés              | Eredmény | Nézők száma |
| ---------------- | ---------------------- | ---------------------------- | --------------------- | -------- | ----------- |
| 1991. június 20. | Városi Stadion, Faro   | csoportmérkőzés (D. csoport) | Anglia–Uruguay        | 0 : 0    | 5 000       |
| 1991. június 26. | Luz Stadion, Lisszabon | egyik elődöntő               | Portugália–Ausztrália | 1 : 0    | 12 000      |

Játékvezető tevékenységének elősegítése érdekében állandó partjelzőket, segítőket jelöltek ki mellé, eleinte Márton Sándor-Varga László páros, majd Hamar László – dr. Bozóky Imre (későbbi MLSZ elnök) páros támogatásával jutott egyre magasabbra a világ játékvezetőinek ranglétráján.
Kettő világbajnoki döntőhöz vezető úton Amerikai Egyesült Államokba a XV., az 1994-es labdarúgó-világbajnokságra, Franciaországba a XVI., az 1998-as labdarúgó-világbajnokságra a FIFA JB bíróként alkalmazta. A 6. magyar bíró, aki mérkőzésvezetésre kapott megbízást. Az 1994-es világbajnokság előtt az UEFA JB Rómában a topjátékvezetők részére felmérést végzett. Arról a 30 játékvezetőről volt szó – köztük Vágner Lászlóval -, akik az európai kupamérkőzéseket fogják vezetik. A FIFA JB a világbajnokság előtt Dallasban végezte el a felmérést. Az amerikai világbajnoki döntőhöz vezető úton Palotai Károly és Paolo Casarin, a FIFA JB elnöke voltak a mentorai. Az Olaszország–Spanyolország mérkőzés végén történt egy a játékvezető szempontjából takarásban végrehajtott könyöklés, aminek következtében a spanyol Luis Enrique arccsontja eltört. Az ellenőri testület döntése értelmében Puhl nem láthatta az esetet, így nem marasztalták el. Érdekes, hogy a spanyol sportdiplomácia sem lépett fel ellene. A nemzetközi játékvezetői testület 9:0 arányban neki ítélte a döntő irányítását. Casarin és João Havelange FIFA elnök komoly hatalmi csatát vívott a döntőt vezető játékvezető személyéről. Casarin ragaszkodott, hogy Puhl vezesse a döntőt, aminek egyenes következménye lett, hogy a világbajnokság végén lemondott nemzetközi pozíciójáról. A tizenötödik világbajnokság döntőjét 10. európaiként, első alkalommal magyarként vezethette. Világbajnokságon vezetett mérkőzéseinek száma: 4.

##### 1994-es labdarúgó-világbajnokság

###### Selejtező mérkőzés
| Időpont             | Helyszín                      | Mérkőzés típusa            | Mérkőzés               | Eredmény | Nézők száma |
| ------------------- | ----------------------------- | -------------------------- | ---------------------- | -------- | ----------- |
| 1992. szeptember 9. | Vasil Levski Stadion, Szófia  | előselejtező (6. csoport)  | Bulgária–Franciaország | 2 : 0    | 41 000      |
| 1992. november 18.  | Windsor Park Stadion, Belfast | előselejtező (3. csoport)  | Dánia–Észak-Írország   | 0 : 1    | 11 000      |
| 1993. április 28.   | Marcel Saupin Stadion, Nantes | előselejtező (1. csoport)  | Portugália–Skócia      | 5 : 0    | 28 000      |
| 1993. június 2.     | Ullevaal Stadion, Oslo        | előselejtező (2. csoport)  | Norvégia–Anglia        | 2 : 0    | 22 256      |
| 1993. október 13.   | Steaua Stadion, Bukarest      | előselejtező (4. csoport)  | Románia–Belgium        | 2 : 1    | 38 000      |
| 1993. október 31.   | Nemzeti Stadion, Sydney       | pótselejzető (1. mérkőzés) | Ausztrália–Argentína   | 1 : 1    | 43 967      |

###### Világbajnoki mérkőzés
| Időpont          | Helyszín                            | Mérkőzés típusa              | Mérkőzés                  | Eredmény | Nézők száma |
| ---------------- | ----------------------------------- | ---------------------------- | ------------------------- | -------- | ----------- |
| 1994. június 19. | RFK Memorial Stadion, Washington    | csoportmérkőzés (E. csoport) | Norvégia–Mexikó           | 1 : 0    | 52 000      |
| 1994. június 28. | Pontiac Silverdome Stadion, Detroit | csoportmérkőzés (B. csoport) | Brazília–Svédország       | 1 : 1    | 77 000      |
| 1994. július 9.  | Foxboro Stadion, Boston             | egyik negyeddöntő            | Olaszország–Spanyolország | 2 : 1    | 55 000      |
| 1994. július 17. | Rose Bowl Stadion, Los Angeles      | döntő                        | Brazília–Olaszország      | 0 : 0    | 94 000      |

##### 1998-as labdarúgó-világbajnokság

###### Selejtező mérkőzés
| Időpont            | Helyszín                          | Mérkőzés típusa           | Mérkőzés               | Eredmény | Nézők száma |
| ------------------ | --------------------------------- | ------------------------- | ---------------------- | -------- | ----------- |
| 1996. december 14. | Luz Stadion, Lisszabon            | előselejtező (9. csoport) | Portugália–Németország | 0 : 0    | 50 000      |
| 1997. február 12.  | Wembley Stadion, London           | előselejtező (2. csoport) | Anglia–Olaszország     | 0 : 1    | 75 055      |
| 1997. október 9.   | Park Stadion, Koppenhága          | előselejtező (1. csoport) | Dánia–Horvátország     | 3 : 1    | 41 381      |
| 1997. november 29. | Cricket Ground Stadion, Melbourne | pótselejzető              | Ausztrália–Irán        | 2 : 2    | 88 000      |

#### Labdarúgó-Európa-bajnokság
Három európai labdarúgó torna döntőjéhez vezető úton Svédországba a IX., az 1992-es labdarúgó-Európa-bajnokságra, Angliába a X., az 1996-os labdarúgó-Európa-bajnokságra valamint Belgiumba és Hollandiába a XI., a 2000-es labdarúgó-Európa-bajnokságra az UEFA JB játékvezetőként foglalkoztatta.

##### 1992-es labdarúgó-Európa-bajnokság

###### Selejtező mérkőzés
| Időpont            | Helyszín                   | Mérkőzés típusa           | Mérkőzés        | Eredmény | Nézők száma |
| ------------------ | -------------------------- | ------------------------- | --------------- | -------- | ----------- |
| 1991. november 13. | Arms Park Stadion, Cardiff | előselejtező (5. csoport) | Wales–Luxemburg | 1 : 0    | 23 000      |

###### Európa-bajnoki mérkőzés
| Időpont          | Helyszín                | Mérkőzés típusa              | Mérkőzés             | Eredmény | Nézők száma |
| ---------------- | ----------------------- | ---------------------------- | -------------------- | -------- | ----------- |
| 1992. június 14. | Központi Stadion, Malmö | csoportmérkőzés (A. csoport) | Franciaország–Anglia | 0 : 0    | 26 535      |

##### 1996-os labdarúgó-Európa-bajnokság

###### Selejtező mérkőzés
| Időpont             | Helyszín                    | Mérkőzés típusa           | Mérkőzés               | Eredmény | Nézők száma |
| ------------------- | --------------------------- | ------------------------- | ---------------------- | -------- | ----------- |
| 1994. november 16.  | De Kuip Stadion, Rotterdam  | előselejtező (5. csoport) | Hollandia–Csehország   | 0 : 0    | 46 500      |
| 1995. március 29.   | Köztársasági Stadion, Kijev | előselejtező (4. csoport) | Ukrajna–Olaszország    | 0 : 2    | 10 000      |
| 1995. augusztus 16. | Olimpiai Stadion, Helsinki  | előselejtező (8. csoport) | Finnország–Oroszország | 0 : 6    | 14 210      |

###### Európa-bajnoki mérkőzés
| Időpont          | Helyszín                     | Mérkőzés típusa              | Mérkőzés               | Eredmény | Nézők száma |
| ---------------- | ---------------------------- | ---------------------------- | ---------------------- | -------- | ----------- |
| 1996. június 14. | Központi Stadion, Nottingham | csoportmérkőzés (D. csoport) | Portugália–Törökország | 1 : 0    | 22 670      |
| 1996. június 26. | Wembley Stadion, London      | egyik elődöntő               | Németország–Anglia     | 1 : 1    | 75 862      |

##### 2000-es labdarúgó-Európa-bajnokság

###### Selejtező mérkőzés
| Időpont           | Helyszín                          | Mérkőzés típusa           | Mérkőzés        | Eredmény | Nézők száma |
| ----------------- | --------------------------------- | ------------------------- | --------------- | -------- | ----------- |
| 1999. április 28. | Boris Paichadze Stadion, Tbiliszi | előselejtező (2. csoport) | Grúzia–Norvégia | 1 : 4    | 20 000      |

#### Nemzetközi kupamérkőzések
Vezetett kupadöntők száma: 2.

##### UEFA-kupa
| Időpont        | Helyszín                    | Mérkőzés típusa     | Mérkőzés                      | Eredmény | Nézők száma |
| -------------- | --------------------------- | ------------------- | ----------------------------- | -------- | ----------- |
| 1993. május 5. | Westfalen Stadion, Dortmund | döntő (1. mérkőzés) | Borussia Dortmund–Juventus FC | 1 : 3    | 37 000      |

##### UEFA-bajnokok ligája
A döntőben 1993 után újra a Dortmund – Juventus találkozott. A 43. játékvezető – a 3. magyar – aki UEFA-bajnokok ligája döntőt vezetett. BEK mérkőzéseinek száma: 11. 
| Időpont         | Helyszín                  | Mérkőzés típusa | Mérkőzés                   | Eredmény | Nézők száma |
| --------------- | ------------------------- | --------------- | -------------------------- | -------- | ----------- |
| 1997. május 28. | Olimpiai Stadion, München | döntő           | Borussia Dortmund–Juventus | 3 : 1    | 59 000      |

##### Szuper Kupa mérkőzés
Nagy megtiszteltetés volt, amikor megbízták a Szuper Kupa mérkőzés – ezt a mérkőzést ötévente rendezik -, az Dr. Artemio Franchi Kupa döntőjének, a korábbi Dél-amerikai bajnok és az európai címvédő (Argentína–Dánia) párharcának dirigálására.

## Sportvezető
A Heves Megyei Labdarúgó-szövetség Játékvezető Bizottságának (JB) elnöke. Sportpályafutásának befejezésével 2000–2006 között az MLSZ megbízta a Játékvezető Bizottság és az önálló, érdekvédelmi szervezetként működő Játékvezető Testület elnöki tisztével. Az MLSZ tisztújító választásain dr. Bozóky Imre elnök javaslatára 2000–2006 között az MLSZ alelnöke volt. 2006-ig MOB-tagként személyesen képviselte a labdarúgást az olimpiai mozgalomban. 2006-ig a FIFA Játékvezető Bizottságának tagja. Az Európai Labdarúgó-szövetség (UEFA) nemzetközi játékvezetőinek ellenőre. 2011-től az MLSZ JB egyik alelnöke.

## Sikerei, díjai
- A világbajnoki döntő vezetésének emlékére megkapta a világ-kupa kicsinyített mását. Nemzetközi sportpályafutásának elismerése alapján az IFFHS (Nemzetközi Futballtörténészek- és Statisztikusok Szövetsége) négyszer választotta a világ legjobb játékvezetőjének (1994-1997 között).
- Az 1993-as esztendő kiegyensúlyozott teljesítményének elismeréseként az IFFHS a világ legjobb harmadik játékvezetőjének választotta.
- A IFFHS (International Federation of Football History & Statistics) 1987-2011 évadokról tartott nemzetközi szavazásán 151, játékvezető besorolásával minden idők 6, legjobb bírójának rangsorolta. A 2008-as szavazáshoz képest kettő pozíciót hátrább lépett.

Nemzeti szinten 1992-ben és 1995-ben az Év legjobb játékvezetője lett. Magyarország nemzetközi megismertetésében végzett kiemelkedő tevékenységéért 2000. augusztus 20-án sportpályafutása elismeréseként a Magyar Köztársasági Érdemrend tisztikeresztjével tüntették ki. Kuncze Gábor belügyminisztertől egy Aranysípot kapott. 1993-tól az Egri Sportmúzeumban is jelen van. Az egykori megyei börtön épületében berendezett múzeum eredetileg az egri úszás és vízilabda eredményeit mutatja be, de helyet kaptak Puhl Sándor emléktárgyai is. Eger város önkormányzata díszpolgárává választotta.

## Halála
Többhetes küzdelem után koronavírus-fertőzés következtében hunyt el.

## Külső hivatkozások
- Puhl Sándor. World Referee. [2011. szeptember 21-i dátummal az eredetiből archiválva]. (Hozzáférés: 2011. december 29.)
- Puhl Sándor. footballzz.com. (Hozzáférés: 2011. december 29.)
- Puhl Sándor. footballdatabase.eu. (Hozzáférés: 2011. december 29.)
- Puhl Sándor. scoreshelf.com. [2015. szeptember 13-i dátummal az eredetiből archiválva]. (Hozzáférés: 2011. december 29.)
- Puhl Sándor. eu-football.info. (Hozzáférés: 2011. december 29.)
- Puhl Sándor. weltfussball.de. [2007. szeptember 29-i dátummal az eredetiből archiválva]. (Hozzáférés: 2011. december 29.)
- Puhl Sándor. szabadfold.hu. [2014. július 17-i dátummal az eredetiből archiválva]. (Hozzáférés: 2011. december 29.)
- Puhl Sándor. szabadfold.hu. [2014. július 14-i dátummal az eredetiből archiválva]. (Hozzáférés: 2011. december 29.)
- Puhl Sándor. focibiro.hu (Hozzáférés: 2020. október 26.)

| Elődje: Nagy Miklós | JT/JB elnök 2001–2006 | Utódja: Vágner László |